# Try Force
Try Force, estilizada como TRY FORCE (e às vezes como TRYFORCE), é uma banda japonesa.

## História
O grupo se formou em 2002, quando Hironobu Kageyama se juntou a seus parceiros musicais de longa data Kenichi Sudo, Yoshichika Kuriyama e Yohgo Kohno.
Kageyama e Kuriyama haviam criado a banda BROADWAY em 1988 com outros músicos para criarem músicas para a trilha sonora de Os Cavaleiros do Zodíaco, lançadas no álbum Saint Seiya Hit Kyokushuu III BOYS BE ~Kimi ni Ageru Tame ni~. Desse trabalho saiu a segunda abertura, "Soldier Dream", e o segundo encerramento do anime, "Blue Dream". O álbum foi lançado em CD, LP e fita cassete, mas "Blue Dream" foi inclusa apenas no CD. A banda não seguiu carreira formal, mas colabora com projetos de Kageyama com certa frequência, tendo tocado com o vocalista em shows e participado da composição de músicas de alguns animes e até mesmo de seu álbum A.O.R., talvez encorajados pela cantora Mitsuko Horie, que participou do álbum de 88 e sugeriu que começassem a trabalhar em composições próprias junto com as de anime.
Já Sudo trabalha com Kageyama desde seu segundo álbum solo, First at Last, além de ter sido o responsável pelo arranjo de várias das faixas. Ali começou uma longa parceria, que se estende até o presente. Sudo trabalhou com Kageyama em seus álbuns Born Again; I'm in You; Cold Rain; e Rock Japan. E, em 1990, a dupla foi parte dos fundadores da banda AIRBLANCA.
Em 2002, Kageyama, Sudo e Kuriyama se juntaram à Yohgo Kohno, da MAKE-UP, para formar a TRY FORCE. Juntos, fizeram a música "Face" para o anime Heat Guy J (Kageyama fez uma nova versão da música em seu álbum Cold Rain); algumas composições para Wandaba Style; e compôs o tema da série de tokusatsu GARO. O trio nunca oficialmente se desfez e não lançaram mais nada, mas ainda assim trabalham juntos constantemente, sendo creditados em várias composições de músicas do JAM Project, outra banda de Kageyama. Em 2003, produziram o álbum CHAKURIKU!!, de Masaaki Endoh. O grupo também compôs músicas instrumentais para algumas trilhas sonoras, como para o anime Shin Getter Robo.

## Integrantes
Vocal e violão: Hironobu Kageyama
Vocal e teclado: Kenichi Sudo
Vocal, teclado e guitarra: Yohgo Kohno
Sintetizador: Yoshichika Kuriyama